# Monroe Leland Hayward

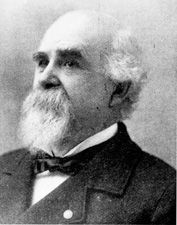
Monroe Leland Hayward

Monroe Leland Hayward (* 22. Dezember 1840 in Willsboro, New York; † 5. Dezember 1899 in Nebraska City, Nebraska) war ein US-amerikanischer Politiker, der in der Zeit vom 4. März 1899 bis zu seinem Tode am 5. Dezember 1899 US-Senator aus Nebraska war. Der Theater- und Filmproduzent Leland Hayward (1902–1971) war ein Enkelkind von ihm.

## Frühe Jahre
Geboren und aufgewachsen in Willsboro, New York, trat Monroe Leland Hayward nach Ausbruch des Sezessionskrieges dem 22. Regiment der New Yorker Freiwilligenverbände bei. Später wurde er zum fünften Kavallerieregiment versetzt und er musste 1862 wegen einer Verletzung seine militärische Karriere frühzeitig beenden. Zurück in New York besuchte er das Fort Edward Collegiate Institute, das er 1866 mit einem Abschluss verließ. Daraufhin zog er nach Whitewater im US-Bundesstaat Wisconsin, wo er nach einem Studium der Rechtswissenschaft 1867 seine Zulassung als Anwalt erhielt. Seinen Beruf übte er im Folgenden in Nebraska City aus. Am 14. Juni 1870 heiratete er in Cold Spring Jennie A. Pelton, die ihm drei Kinder gebar.

## Politischer Aufstieg
Monroe L. Hayward war Mitglied der Verfassunggebenden Versammlung Nebraskas im Jahr 1875 und war Vorsitzender des Parteitages der Republikaner im Winter 1878/79. 1886 wurde er zum Bezirksrichter ernannt und hatte außerdem Führungspositionen im State Board of Agriculture und der State Agricultural Society inne. 1898 scheiterte er beim Versuch, republikanischer Gouverneur Nebraskas zu werden. Doch 1899 gelang es ihm, William Vincent Allen als Senator der Vereinigten Staaten aus Nebraska abzulösen. Er trat sein Amt erst am 8. anstatt wie üblich am 4. März an, da sich die Gesetzgebende Versammlung Nebraskas nicht rechtzeitig auf einen Kandidaten einigen konnte. 

## Tod
Monroe Leland Hayward starb in Nebraska City an den Folgen einer Hirnverletzung, noch bevor er offiziell in sein Amt eingeschworen werden konnte. Er hinterließ seine Frau und seine drei Kinder. 